# Marco Bisceglia
Marco Bisceglia (Lavello, 5 de julio de 1925 – Roma, 22 de julio de 2001) fue un sacerdote italiano y uno de los primeros activistas católicos en defensa de la causa de los homosexuales en Italia.

## Activismo político
Fue párroco de la iglesia del Sagrado corazón de Lavello, en la provincia de Potenza, Bisceglia se adhirió públicamente a la teología de la liberación y se enfrentó con la jerarquía católica por defender públicamente, en contra de sus indicaciones, la ley del divorcio en el referendo de 1974. No estaba bien visto en la Iglesia católica ni en la Democracia cristiana a causa de su anticonformismo y su expresada simpatía por el Partido Comunista Italiano.
Bisceglia era homosexual y partidario del movimiento de liberación gay. Fue suspendido a divinis como sacerdote después del escándalo que montaron dos periodistas, Franco Jappelli y Bartolomeo Baldi, en su contra. Ambos trabajaban para la revista de derechas Il Borghese, y urdieron un engaño para perjudicar al cura comunista , se hicieron pasar por una pareja homosexual y le pidieron que los casara. Bisceglia cayó en el engaño y accedió a bendecir su unión en una ceremonia privada y todo fue plasmado en un reportaje que desató el escándalo.

## Fundador de Arcigay
Tras su suspensión Bisceglia empezó a colaborar con la asociación Arci. En 1980, por propia iniciativa, con la sola ayuda de Nichi Vendola, entonces un joven objetor de conciencia gay que empezaba su carrera política, organizó dentro del Arci de Palermo el primer círculo homosexual dentro de un grupo de la izquierda histórica italiana, que hasta entonces había permanecido al margen, cuando no hostil, del movimiento de liberación LGBT.
El círculo se llamó Arci-Gay y fue el primer núcleo (pronto imitado en otras ciudades) de lo que con el tiempo se convertiría en la más importante organización de defensa de los derechos de los homosexuales de Italia.

## Últimos años
Sus últimos años se vieron marcados por haber contraído el sida. Cada vez más débil se fue alejando progresivamente del mundo gay y volvió al seno de la Iglesia católica.
En 1996 fue nombrado vicario coadjutor de la parroquia de San Cleto de Roma. Falleció en 2001 y fue enterrado en la zona reservada para sacerdotes del cementerio de su ciudad natal.